# Upplands runinskrifter 524
Upplands runinskrifter 524 är en runsten belägen i Penningby i Länna socken och Norrtälje kommun i Uppland.

## Stenen
Den har tidigare varit placerad vid ett ställe där skeppen drogs genom Penningbyån på segelleden till Uppsala och via Länna Kyrksjö och Addarn. Nu står den i Penningby vägskäl på länsväg 276.
Stenen är huggen i granit och den är 1,5 meter hög, 0,8 meter bred och upp till 30 centimeter tjock. Den översta kanten på stenen är något skadad. Den från runor översatta inskriften som dokumenterar ett par arvskiften inom en släkt lyder enligt nedan:

## Inskriften
Translitterering av runraden:
+ kuhli (a)uk + stuþkihl + ristu + stain + oftiʀ +× uiþbiarn × arfa × karumbus + kuþan × uiþbiarn × iak ×
Normalisering till runsvenska:
Gulli ok Stoðkell ræistu stæin æftiʀ Viðbiorn, arfa Krums goðan. Viðbiorn hiogg.
Översättning till nusvenska:
Gulle och Stodkell reste stenen efter Vidbjörn, Krums gode arvinge. Vidbjörn högg.